# Warning
Warning – szósty album kalifornijskiego zespołu punkowego Green Day, wydany 3 października 2000 roku przez Reprise Records. Płyta zbudowana została na bazie poprzedniego albumu zespołu, Nimrod. Zespół zrezygnował jednak z punkrockowego brzmienia na rzecz bardziej poprockowych melodii.

## Lista utworów
Wszystkie utwory napisane przez Armstronga, z wyjątkiem "Misery" (Green Day).
| Nr  | Tytuł                  | Długość |
| --- | ---------------------- | ------- |
| 1.  | "Warning"              | 3:42    |
| 2.  | "Blood, Sex and Booze" | 3:34    |
| 3.  | "Church on Sunday"     | 3:19    |
| 4.  | "Fashion Victim"       | 2:49    |
| 5.  | "Castaway"             | 3:53    |
| 6.  | "Misery"               | 5:06    |
| 7.  | "Deadbeat Holiday"     | 3:35    |
| 8.  | "Hold On"              | 2:57    |
| 9.  | "Jackass"              | 2:43    |
| 10. | "Waiting"              | 3:14    |
| 11. | "Minority"             | 2:49    |
| 12. | "Macy's Day Parade"    | 3:34    |
| 13. | "Brat" (Live)*         | 1:42    |
| 14. | "86" (Live)*           | 3:01    |

* Utwory bonusowe w japońskiej edycji.

## Inne utwory nagrane podczas sesji do albumu[16]
- "Clusterbomb"
- "Sleepyhead"
- "Waste Away"

Utwór "Clusterbomb" przepisano jako "Letterbomb" i wydano na "American Idiot". Utwory "Sleepyhead" i "Waste Away" ponownie nagrano podczas sesji do niewydanego albumu 
"Cigarettes and Valentines".

## Twórcy
- teksty utworów – Billie Joe Armstrong
- muzyka i produkcja – Green Day